# Drijftiltroepiaal
De drijftiltroepiaal (Agelasticus xanthophthalmus; synoniem: Chrysomus xanthophthalmus) is een zangvogel uit de familie Icteridae (troepialen).

## Verspreiding en leefgebied
Deze soort komt voor in oostelijk Ecuador en oostelijk Peru.